# Municipalità locale di Lephalale
Lephalale è una municipalità locale (in inglese Lephalale Local Municipality) appartenente alla municipalità distrettuale di Waterberg della provincia del Limpopo in Sudafrica.
Il suo territorio si estende su una superficie di 19.601 km² ed è suddiviso in 12 circoscrizioni elettorali (wards). Il suo codice di distretto è LIM362.

## Geografia fisica

### Confini
La municipalità locale di Lephalale confina a nord con quella di Musina (Vhembe),
a est con quella di Blouberg (Capricorn) e Mogalakwena, a sud con quelle di Modimolle e Thabazimbi e a nord e a ovest con il Botswana.

### Città e comuni
- Afguns
- Bakenberg
- Baltimore
- Beauty
- Ellisras
- Elmeston
- Gaseleka
- Hermanusdorings
- Kwarriehoek
- Lephalale (Ellisras)
- Maasstroom
- Marapong
- Marnitz
- Matlabas
- Monte Christo
- Ons Hoop
- Onverwacht
- Oranjefontein
- Overyssel
- Potgietersrus
- Rooibosbult
- Seleka
- Shongoane
- St Catherina
- Steenbokpan
- Swartwater
- Tolwe
- Tom Burke
- Tonash
- Usutu
- Villa Nora
- Woudkop

### Fiumi
- Brakspruit
- Bulspruit
- Goud
- Kalkpan se Loop
- Limpopo
- Malmanies
- Mamba
- Matlabas
- Mogalakwena
- Mokolo
- Poer se Loop
- Potgietersrus
- Rietspruit
- Sandloop
- Sterkstroom
- Tambotie

### Dighe
- Hans Strijdom Dam